# کارل کارس
کارل کارس (انگلیسی: Karel Kaers; ۳ ژوئن ۱۹۱۴ – ۲۰ دسامبر ۱۹۷۲) دوچرخه‌سوار اهل بلژیک بود.
وی در مسابقات کشوری و بین‌المللی در مجموع برندهٔ ۱ مدال طلا شده‌است.